# Langkak
Langkak is een bestuurslaag in het regentschap Nagan Raya van de provincie Atjeh, Indonesië. Langkak telt 1256 inwoners (volkstelling 2010).